# Calamaria bicolor
Calamaria bicolor — вид змій родини полозових (Colubridae). Ендемік Калімантану.

## Поширення і екологія
Calamaria bicolor мешкають на острові Калімантан, на території Індонезії, Малайзії і Брунею. Вони живуть у вологих тропічних лісах, серед опалого листя, переважно на висоті від 200 до 600 м над рівнем моря.